# Elecciones generales de Panamá de 1916
La elección presidencial en Panamá de 1916 fue realizada el 25 de junio de 1916.
Los candidatos a presidente fueron Ramón Maximiliano Valdés del Partido Liberal, elegido como sucesor del presidente Belisario Porras y compitió contra el liberal disidente Rodolfo Chiari.
En las elecciones hubo polémica por la exigencia de Porras de que el gobierno de Estados Unidos se mantuviera fuera del proceso. Sin embargo, el Partido Conservador y la facción liberal que apoyaba a Chiari, pidieron que Estados Unidos enviara supervisores con el fin de impedir que el presidente Porras alterara los resultados. No obstante, el gobierno estadounidense cooperó con Porras y el candidato oficialista ganó fácilmente.